# 蒸気タービン

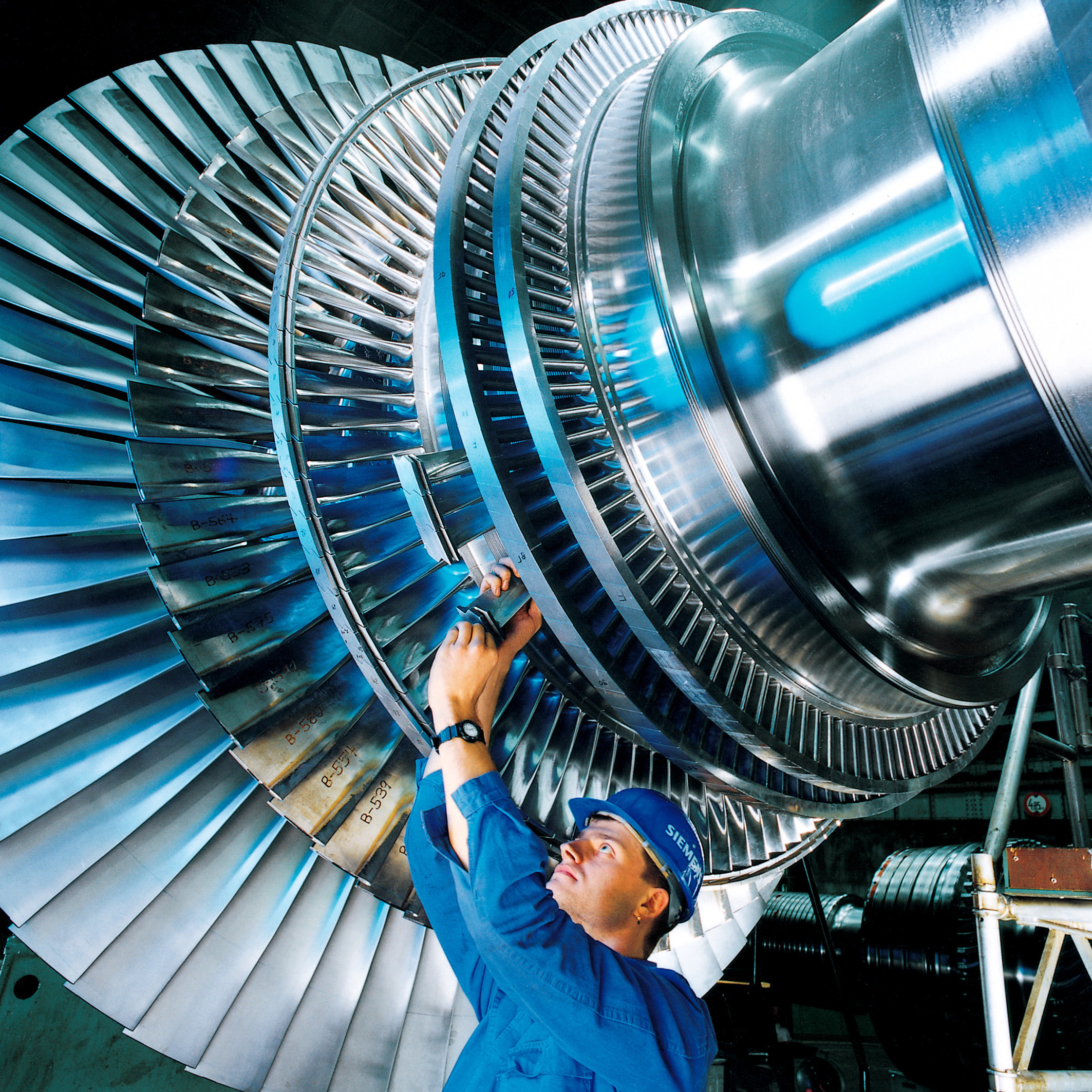
蒸気タービンの動翼

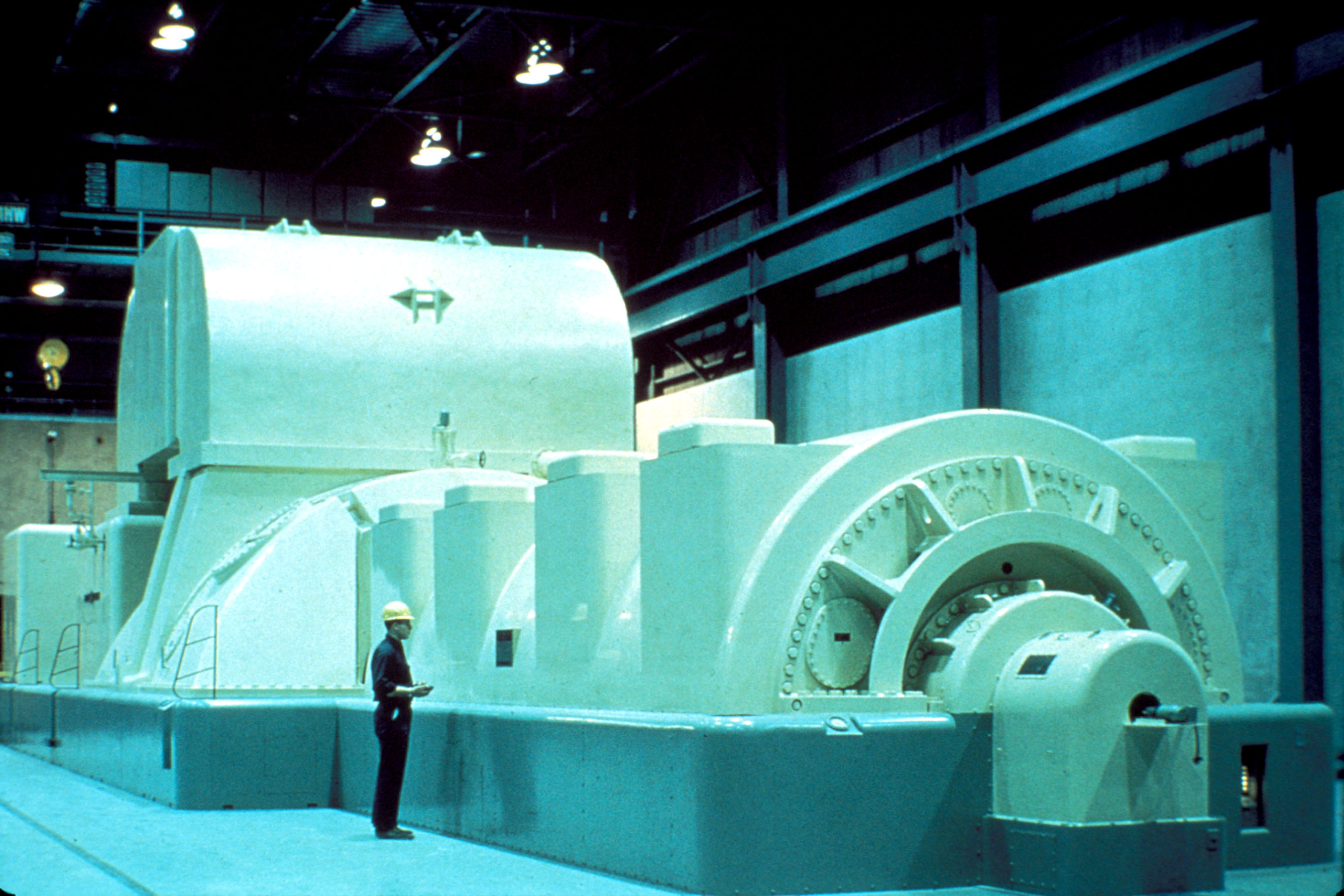
発電用蒸気タービン

蒸気タービン（じょうきタービン、英: steam turbine）は、蒸気のもつエネルギーを、タービン（羽根車）と軸を介して回転運動へと変換する外燃機関。

## 機構

### 定義
タービンは多数の羽根が付いた回転部分をもつ原動機の一種である。蒸気タービンは機械仕事を得るため、回転部分の回転に蒸気（流体）の運動量の変化を利用する熱機関の一種である。
蒸気としては一般に水蒸気が使われる。水蒸気の供給源としては火力・原子力・地熱などの種類がある。
蒸気を利用する原動機としては蒸気タービンの他に蒸気でシリンダ内のピストンを往復運動させるレシプロ型の蒸気エンジン（いわゆる蒸気機関）がある。

### 動作原理

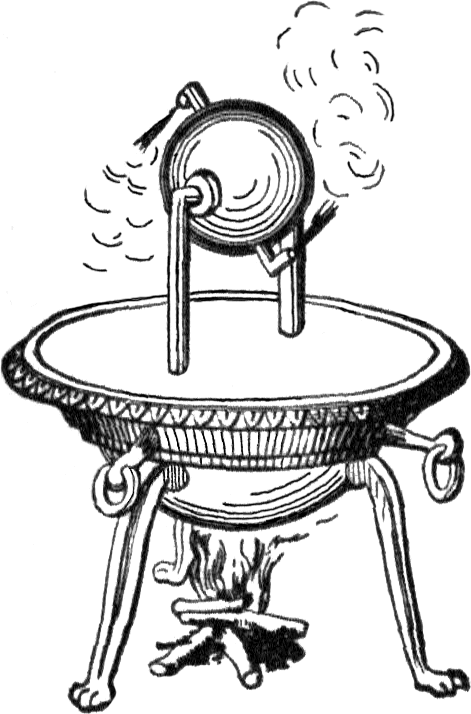
ヘロンの蒸気機関

外部の熱源（ボイラー）により高温高圧となった蒸気がノズルから噴射されると、圧力や温度が低下すると同時に速度が増加する。この蒸気をタービンブレードに当てることで軸を回転させる。
理想的な蒸気タービンは等エントロピー過程とみなせる。
熱力学第二法則により熱力学サイクルの最高温度と最低温度との比が大きいほど理論的に到達可能な熱効率は高くなる。実用的にはサイクルの最低温度を常温から大きく下げることは難しいため、蒸気タービンの性能向上は入口の蒸気温度を高めることでなされてきた。現在、事業用火力発電用の蒸気タービンでは蒸気温度は約600℃に達するが、これ以上の温度上昇はタービンやボイラーに高価な耐熱材料を使用しなければならず困難であるとされる。

## 用途

### 発電用
発電用としては、火力発電と原子力発電でよく使われる。いずれも高効率を得るため大型のものが中心である。火力発電用では蒸気の温度と圧力が比較的高い一方、原子力発電用では制御棒が高温に耐えられないことなどから蒸気の温度と圧力は比較的低い。
海洋温度差発電やバイナリーサイクルによる地熱発電などでは、水蒸気ではなくアンモニアなど低沸点の媒体を用いるものがある。

### 産業用
産業用には多様な蒸気タービンが使用される。
石油化学プラントのように廃ガスが生じる施設や、ゴミ焼却工場ではボイラーで水蒸気を作り蒸気タービンを駆動させる。自家発電や主要な動力源として利用している。ゴミ焼却工場用の蒸気タービンは単機出力5万キロワット級といった大型化が進んでいる。
小型の蒸気タービンは減圧弁の代わりとして利用されることがある。

### 船舶用
船舶では主機関に使用されたが、現在では採用例は減っている。
また、かつては船舶用の蒸気タービンでは前進用タービンとは別に半分程度の大きさの後進用タービンを同軸に備えることが多かったが、可変ピッチプロペラの採用によって後進用タービンを設ける必要は無くなっている。
Mk50 (魚雷)など、一部の魚雷においては、閉サイクル蒸気タービン機関が使用されている。

### 液体燃料ロケットエンジンのターボポンプ用
二液式液体燃料ロケットエンジンには蒸気タービンでターボポンプを駆動するものがある。エキスパンダーサイクルでは燃料蒸気を作用気体として蒸気タービン・ターボポンプを駆動し、タップオフサイクルでは燃焼ガスを作用気体とする。

## 歴史
蒸気タービンの基本原理を利用した装置の最初の記録は、アレクサンドリアのヘロン（Hero of Alexandria）によるアイオロスの球（ヘロンの回転球、ヒーロの回転球）とされる。アイオロスの球は反動タービンの原型である。なお、ヘロンの回転球の記録は紀元前100年頃ともいわれているがヘロンの生没年は定かではない。
1629年にはイタリアの技術者ジョバンニ・ブランカ (Giovanni Branca) が、蒸気を羽根車に吹き付けて回転させ歯車を介して動力を伝達し穀物を搗く機械を考案している。このブランカの機械は衝動タービンの原型である。
その後、1882年にスウェーデンのグスタフ・ド・ラバル（Gustaf de Laval, 1845年 - 1913年）が衝動式タービンを開発・試作した。1884年にイギリスのチャールズ・アルジャーノン・パーソンズ（Charles Algernon Parsons, 1854年 - 1931年）が多段階反動式タービンを開発・試作し、1889年に発電用に実用化した。1895年にアメリカのチャールズ・ゴードン・カーティス (Charles Gordon Curtis) が二段階多速衝動タービンを開発し、1898年にはフランスのオーギュスト・ラトー（Auguste Rateau）が現在のものの直系の原型にあたるタービンを実用化した。
船舶用としては1894年のタービニア号で蒸気タービンが搭載された後に広く普及し、それまで船舶の動力源の主流であったレシプロ式蒸気エンジンを置き換えた。燃料としては石炭、のちに重油を用いた。
その後、船舶用の動力源としては第二次世界大戦前からディーゼルエンジン・ガソリンエンジン等の内燃機関やガスタービンエンジンが登場した。その後、船舶用エンジンは大型から小型まで幅広く用いられるディーゼルエンジン、大型から中型船で用いられるガスタービンエンジン、小型船で用いられるガソリンエンジンが普及し、蒸気タービンは置き換えられた。
ディーゼルエンジンなどが普及する過程では、ディーゼルエンジンと同じく軽油を用いた蒸気タービン機関も使用された。しかし、蒸気タービンと揮発性の高い軽油の組み合わせはしばしば爆発事故を起こした事から、使用されなくなった。
現在でも使用されている蒸気タービン搭載の船舶の例としては、旧ソ連・ロシアのソヴレメンヌイ級駆逐艦（燃料は重油）などがある。
発電用ととしては火力発電所の建設が進むと、コストが安く入手の容易な石炭を燃料とする蒸気ボイラーと蒸気タービンの組合せが主流となった。
原子力発電では核分裂反応を熱源とし水蒸気を用いる蒸気タービンが主流である。原子力電池などの蒸気タービンを用いないものは小型であり、発電所や船舶などの大規模な動力用としてはほぼ蒸気タービンが唯一の選択肢である。過去には、他の水蒸気以外の気体を用いる方式も研究された成功したものは無い。燃料棒に使われるジルカロイなどの耐熱性の限界により、原子炉から供給される蒸気は（二次冷却水を熱交換器で蒸気とする場合は尚の事）過熱蒸気には出来ず、一般の過熱蒸気タービンと異なる湿り蒸気タービンが使われる。
産業用ではこういった大型発電用途の他にも、石油・化学プラントなどに代表される大規模な生産施設内でのポンプや、攪拌機、破砕機、ファンといった電動モーターでも代替可能な程度の駆動力として蒸気タービンが使われている。21世紀となった今では、保守の手間や制御性から徐々に電動モーターが主流となっているが、プラント内で蒸気が生じる施設ではエネルギーの有効利用の点でも蒸気タービンが新たに採用され続けている。またガスタービンを用いる発電施設においては、ガスタービンの排熱を利用して発生させた蒸気で蒸気タービンを駆動する、いわゆるコンバインドサイクル発電によりエネルギー利用効率の改善を図るといった使い方もされている。

## 分類

### 原理別

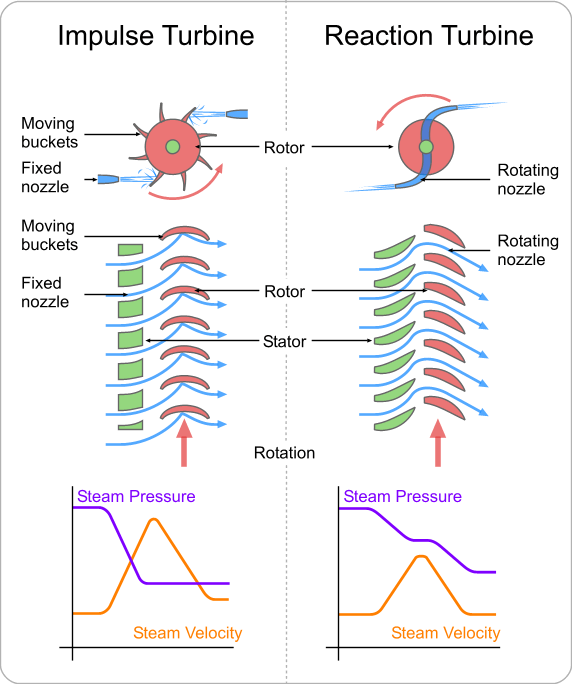
左 : 衝動式
右 : 反動式

典型的な蒸気タービンではタービン翼の形状とそれによって生じる回転力の発生原理の違いによって2つに分かれる。
衝動式
静翼がノズルとなっており高速流蒸気を噴き出す。動翼側では蒸気の膨張などを伴わずに衝撃力だけを受けて回転する。
反動式
静翼と動翼がほぼ同じような翼の形状を持っており、動翼側では衝撃力を受けると共に蒸気の膨張による反動も使って回転する。一般的に出力の50%を衝撃力で得て、残る50%を蒸気の膨張による反動で得ている。
反動式は段数当りの消化熱量が衝動式の半分程度になるため、同じ供給熱量では反動式は衝動式の1.5 - 2倍の段数を持つ。単段式の反動式タービンは存在しない。また、最新のタービンにおいては、最適化を進めた結果として、衝動式か反動式かのどちらかに単純に分類することはできなくなっている。

#### 蒸気流の方向別
回転軸に対する蒸気流の方向の違いから、2つの種類に分類できる。
軸流式
回転軸に平行な向きに蒸気が流れる間にタービン翼によってエネルギーが得られる方式である。回転翼の長手方向に遠心力が加わるため、工学的な制約が比較的少ない。
半径流式（副流式）
回転軸から遠ざかる方向に蒸気が流れる間にタービン翼によってエネルギーを得る。回転翼の横方向に遠心力が加わるため、低圧となり大直径の段落になるにつれて強度を保ったまま長く薄いタービン翼を製造することが困難になる。
半径流式のタービンは、欧州製のユングストロームタービンがほぼ唯一のものであったが、高速回転に向いていないことから21世紀現在では半径流式は存在せず、軸流式だけが残っている。

### 蒸気の利用法別
蒸気の利用方法による分類としては復水式と背圧式の2つに大別できる。
背圧式
復水器を持たずに大気圧より高いタービン排気を蒸気のまま他で利用するか、又は大気へ放出する方式である。復水式に比べるとタービン軸から得られる動力エネルギーは小さくなる。タービン排気を蒸気として他で利用できれば総合的なエネルギー利用効率向上が可能であるため、熱や蒸気を多量に必要とする化学工場などの自家発電用として採用される。大気へ放出する方式では排気が80 - 100m/秒と高速なため騒音防止の消音器が必要になる。
真空式（復水式）
タービンから出た蒸気を復水器で冷却して凝縮して水に戻す方式である。気体である蒸気が液体である水になることで復水器内は真空に近づき、タービンの排気を引き込む働きをする。このためタービンの回転駆動力を強めて熱効率も背圧式に比べると大きくなり、真空式は背圧式に比べて1.7倍ほどの出力が得られる。真空に近い排気圧まで低圧段の蒸気を膨張させるとそれだけ車室などの構造を大きくしなければならず、しかも真空近くに保つ必要があるのでさらに強度が要求される。車室の他にも復水器や冷却水などプラントが大掛かりとなるので小型・簡便な蒸気タービンでは採用されず、効率が求められる大型プラントで用いられる。発電用や船舶用で広く用いられている。真空式は復水式とも呼ばれる。
また、タービンに圧力の異なる蒸気が供給される混圧式と呼ばれる方式もある。地熱発電で熱水を減圧して蒸気を得るダブルフラッシュサイクルなどに用いられる。
真空式と背圧式のいずれにおいても蒸気の流路に関して以下の工夫がある。
抽気
抽気とは、タービンの段落の途中から他での利用に必要な分だけ蒸気を取り出すこと、またはその蒸気である。背圧式にはすべての段落を通過したタービン排気を利用する方式があるが、抽気ではタービン排気よりも高温高圧の蒸気を利用する。
再熱
タービンで膨張する蒸気を取出しボイラーで再び加熱するもの。熱効率が向上すると同時に低圧タービン蒸気の湿り度が低下するので翼のエロージョン対策としても有効である。

### 構造別

#### 翼列数別
- ラトー式
- カーチス式

ラトー式は1列の静翼と1列の動翼の1組で1段落が構成されたものである。多段式ではこの段落が複数回繰り返されることになる。多段式タービンでは圧倒的にラトー式が採用されるが、その場合の初段だけはカーチス式が選ばれることがある。これはカーチス式では消化熱量が大きいために後の段落の構造設計が簡単になるためである。単段ラトー式タービンは少数ながら供給蒸気が低圧低温で排気圧が高く高速回転が求められる場合に採用される。
カーチス式は1列の静翼と2列の動翼の1組より成り、動-静-動の配置で1段落が構成されたもの、又は、2列の静翼と3列の動翼の1組より成り、動-静-動-静-動の配置で1段落が構成されたものである。例えば動-静-動の配置では最初の動翼で70%の動力を発生させて次の静翼で方向を戻した後、2列目の動翼で30%の動力を発生させる。3列目の動翼がある場合でも数%の動力を生じるだけである。比較的小型の蒸気タービンである単段式タービンの多くにカーチス式が採用され、豊富な供給熱量が得られたり復水器によって排気圧力を低くできる場合には二段カーチス式タービンも作られる。
最適に設計した場合の内部効率の最大値で比べれば、ラトー式が80 - 85%であるのに比べてカーチス式では75 - 80%であり、5 - 6%程度の差がある。カーチス式は効率の面で劣るが消化熱量が大きく取れるので、1,000馬力以下で4,500回転/分以下の非常用や予備機としての需要がある。カーチス式タービンは日本のメーカーだけが製造している。

#### 羽根車の数別
- 単段式
- 多段式

羽根車の数によって単段式と多段式に分かれる。単段や多段の「段」とは「段落」のことであり羽根車1つを指す。羽根車ごとの「節円径」は蒸気の流れる円筒状の中心部間の直径であり、蒸気タービンの大きさを表す指標の1つである。
- 排気の流れ別
  - 単流排気式
  - 複流排気式

蒸気は多段式のタービン段落を経るに従って圧力は減少し体積が増える。これに応じて後段ではタービンの直径が増して行くが、やがては遠心力に抗してタービン翼を維持するだけの工学的限界を迎える。このような制約の下で大量の高圧蒸気に対応できる大型の真空式蒸気タービンを実現するために、低圧段の一群を高圧段の一群とは別に複数設けることで低圧段の翼面積を広げたものが作られている。
大規模なタービンでは蒸気の特性に合わせて高圧と低圧の2つに分けるだけでなく、高圧、中圧、低圧と3つに分ける構成も採られるが、特に低圧のものでは2つを対向に組合せて車室の蒸気入口を中央に置き、軸に沿って2方向に蒸気を流すことで車室の蒸気出口は両端部となるものが多い。このような配置では排気の流れが2つになるため複流排気式と呼ばれ、蒸気入口と出口が1つずつのものは単流排気式と呼ばれる。
低圧タービンが複流排気式であると車室を2つ別々に設けるよりも簡素になるだけでなく、軸方向に掛かるスラスト力が相殺されてスラスト軸受への負担と摩擦ロスが減らせる。また、高圧・中圧タービンが複流排気式であると、設備の簡素化やスラスト力の相殺に有効であることに加え、圧力の高い入口蒸気がケーシングの軸貫通部から漏れるのを防ぐためのシール機構が省略可能となる利点がある。

#### 回転軸の設置方向別
- 横置き式
- 縦置き式

回転軸の方向によって横置き式と縦置き式に分類できる。商用蒸気タービンの99%は横置き式である。

#### 減速機の有無
- 直結式
- 減速式

駆動を受ける側が求める回転数でタービン出力軸が回転する場合には、そのまま軸同士が直結されるが、タービン側が速い場合には減速機と呼ばれる歯車によって回転数が低減される。

減速機は当然なんらかのエネルギーロスを生じ、潤滑も必要となるので、これを利用しない直結式が有利である。

2016年時点で、原子力・火力・地熱発電所で主発電機を回している蒸気タービンはすべて直結式であり、接続される系統の周波数に等しい電力を発生できるよう回転数が制御されている。

日本の場合、50 Hz地域に送電する発電所のタービンは3,000 rpmで、60 Hz地域に送電するものは3,600 rpmである。

#### 入口弁の数別
蒸気タービンへの蒸気の供給量を調整する入口弁の数で分類できる。
- 単弁式
- 多弁式

ただ1つの入口弁で出力の全域に渡って蒸気の供給量を調整する単弁式と呼ばれる蒸気タービンと、3つや4つの入口弁で調整する多弁式と呼ばれる蒸気タービンがある。例えば4弁ある多弁式では、1つ目の弁が供給量の0 - 25%までを担当し他の弁は閉じている。2つ目の弁は供給量の25 - 50%までを担当し1つ目の弁が全開で他の弁は閉じている。3つ目の弁は供給量の50 - 75%までを担当し1つ目と2つ目の弁が全開で4つ目の弁は閉じている。4つ目の弁は供給量の75 - 100%までを担当し他の弁が全開になっている。単弁式で行なわれている蒸気量の調整方法を全周送入といい、多弁式で行なわれている蒸気量の調整方法を部分送入という。
ただ1つの入口弁で調整する単弁式では、3つや4つの入口弁で調整する多弁式と比べて弁の通過で生じる圧力損失が大きくなり、結果として出力が減少する。これは多弁式では供給量が半分程度でも全開状態の弁が存在するためその弁での圧力損失が最小になるが、単弁式では供給量が半分程度であれば相応の圧力損失が生じるためである。これに対し、多弁式は低負荷時の損失は軽減されるが、タービンに流入する蒸気が不均一となるため、振動対策が必要となることがある。

## 理論サイクル
理論上の蒸気タービンのサイクルには、次のものがある。
ランキンサイクル
復水タービンの基本となるサイクル。
再熱サイクル
蒸気タービンで圧力の低下した蒸気を再び加熱して使用し、熱効率を上げるもの。
再生サイクル
サイクルの途中から抽気した蒸気で復水を加熱して、燃料消費量を抑えるもの。
再熱・再生サイクル
再熱サイクル・再生サイクルを組み合わせたもの。
カリーナサイクル
非共沸混合媒体を利用した高効率サイクル。

## 構造
21世紀現在の蒸気タービンは、軸方向に蒸気が流れる軸流タービンだけが作られている。
多数の動翼（回転翼、ローター）が回転軸を囲んで取り付けられ、ほぼ同数の静翼（固定翼、ステーター、ガイドベーン）が回転軸を囲んで外部壁面から取り付けられている。ほとんどの蒸気タービンで、動翼と静翼の1組1段が多数段備えている。
温度と圧力の低下に従って、後段になるほど動翼と静翼の長さ、つまり回転面の直径が増す。

### ノズル
車室（ケーシング）の蒸気入口から入った高圧高温の蒸気はノズルから初段のローターに向けて噴射される。ほとんどのタービンではノズルは全周には付いておらず、部分噴出になっている。

### 動翼・静翼など
回転側であるローターは、軸（回転軸、シャフト）、羽根車（ディスク）、動翼（ブレード）、シュラウドバンド類から構成される。多段式では複数のローターが静翼を挟んで並んでいる。
軸・羽根車
出力軸となる軸は剛性軸（リジッドローター）と弾性軸（フレキシブルローター）に分けられる。剛性軸は軸が太く丈夫に作られており、軸そのものの固有振動数に相当する危険回転数が定格回転数よりも高い物を指す。運転時にも危険回転数を意識する必要はない。弾性軸は軸が比較的細く作られており、危険回転数が定格回転数よりも低い物を指す。運転時でも特に始動時には必ず危険回転数を通過するため、危険回転数付近を速やかに通過させて共振状態に陥らないよう注意が必要である。また、軸は一体構造型とはめ込み型に分けられる。一体構造型は軸と羽根車が一体で作られており高速回転にも対応できるが、はめ込み型では軸と羽根車が別々に作られ組み合されたもので6,000回転/分程度までが上限である。
動翼
蒸気からエネルギを得て回転する翼（翼列）である。初段では短い動翼も終段に近くなるに従って少しずつ長くなる。発電用のものでは翼高さが最長1mを越す。動翼は共振を避けるために互いが連接して隙間を作らないようにされる。動翼のルートが羽根車に植え込まれただけでは振動に弱いため外周部でのシュラウドバンドやダンピングワイヤーで横同士がつながれる。また、大きな遠心力にも耐える必要がある。大きなローターではシュラウド・リングと回転軸の中間にもバンディング・ワイヤと呼ばれる金具が付けられる。固有振動数を高くするために先端を細く根元を太くしたテーパー翼形状や、翼先端部と翼根元部での周速度の違いから生じる蒸気流入角度の差を最小にする「ねじれ羽根」が採用されている。低圧段の羽根には翼に付く凝集水分をタービン・ケーシングのドレン溝へ誘導する溝が掘られているものがある。
静翼
固定されており、蒸気の流れが効率よく動翼へ流れるように導く。
衝動式と反動式
蒸気タービンは蒸気のエネルギーの利用のしかたにより衝動式と反動式に分類され、構造にも特徴がある。
衝動式静翼部分で蒸気の圧力エネルギーを運動エネルギーに変換し、静翼から噴出する高速の蒸気に当たる衝動力によって動力が発生する。一段落当たりの熱落差を大きく取れるので段落数は少ないが、翼は大型で幅広となる。
反動式動翼内でも蒸気の圧力エネルギーを運動エネルギーに変換し、動翼から噴出する蒸気の反動力も利用して回転力が発生する。一段落当たりの熱落差が小さく段落数は多くなるが、翼は小型となる。

### 車室
タービン翼を収めて蒸気を導入する容器をタービン車室（しゃしつ）と呼ぶ。静翼は車室のケーシングに固定されており、動翼が取り付けられた回転軸が車室両端の回転軸受けで保持される。反動タービンでは動翼と車室との隙間から蒸気が逃げないようにシーリング・ストリップと呼ばれるリング状の部品で塞いでいる。シーリング・ストリップはハニカム状の柔らかい金属か多孔質の素材で作られており、初めて動翼を動かす時に、意図的に接触することで形状の最適化が図られる。蒸気入り口には多数のノズルが取り付けられており、第一段ローターへ蒸気を吹き付ける。
蒸気タービンでは蒸気の圧力を有効利用するため、多くの段階の膨張を繰り返している。大型の蒸気タービンでは、圧力に応じていくつかの部分に分割されており、上流から順に高圧・中圧・低圧タービンと呼ばれる。また、蒸気体積が大きくなるため低圧タービンは複数台が並列に配置されることが多く、翼は、非常に長いものとなっている。
通常の蒸気の入口と出口の配管の他に、抽気や再熱、再生の蒸気配管も備わるものがある。

### 回転軸
動翼から得た回転力を外部に出力するのが回転軸である。反動タービンでは動翼とケーシングとの隙間が小さいため、回転軸は歪みが生じないように太く剛性の高いものになっている。衝動タービンでは軸端からの蒸気漏れを少なくするために、回転軸は細く弾性のあるものになっている。
回転軸は運転時と休止時の間で伸び縮みするため、両端は固定出来ない。普通は高圧側のスラスト軸受けで固定し低圧側の軸受けには遊びが設けられる。車室の伸び縮みは設置面に対しては低圧側で固定されており、高圧側のスラスト軸受けも車室の伸び縮みに合わせてズレが生まれる。このような組み合わせによって、回転軸のズレを最小にしている。
回転軸と静翼仕切り板との隙間からの蒸気漏れを最小にするために、ラビリンス・パッキン（ラビリンスシール）と呼ばれる何段ものヒレで蒸気の流れを遮断している。

### その他
この他、回転数と蒸気流量を調節するための装置類や警報機を含む測定器類が付随する。調速方式には絞り調速方式とノズル締切調速方式がある。絞り調速方式では絞り弁で蒸気の流入を調整する。ノズル締切調速方式では車室の多数あるノズルへの蒸気の流れの開閉によって調整する。

## 長所と短所

### 一般的特徴
長所
- 燃料の選択肢が広い。高温高圧の水蒸気が得られればその方法は何でもよく、石炭、石油、原子力、廃棄物固形燃料から、ごみ焼却炉の熱も利用できる
- 劣悪な燃料でも燃焼を最適化すれば比較的排気を浄化しやすい
- 運転音が比較的静か

短所
- ボイラーや復水器などの付帯設備が必要で大空間・大重量となる
- 高効率化には大規模化が必要
- 始動に時間がかかり、変動負荷運転や部分負荷運転に不適
- 電動機のように回転方向を変更できない
- ボイラー用精水の補給が常に必要

### レシプロ式蒸気機関と比較して
長所
- 膨張比が大きいため、熱効率が高い
- 回転運動のため振動が少なく、しかも振動が高周波なので減衰させやすい
- 摺動部が無く回転方向が一定のため、信頼性が高い

短所
- 効率の良い回転域が狭い

### レシプロ式内燃機関との比較
長所
- 振動が少なく、高周波振動のため減衰させやすい。
- 吸気・排気カムや点火装置などが無く、信頼性が高い

短所
- 熱効率を高めたまま小型化するのは困難
- 効率の良い回転域が狭い

### ガスタービンとの比較
長所
- 運転音が静かで燃料を選ばない

短所
- ボイラー用精水の補給が常に必要[7]

## 発電所での利用内容

### 日本の発電所での回転速度
回転速度を上げるとタービンや発電機が小型になり設備費を抑制できる。日本の火力発電用タービンの回転速度は、50Hzでは3000rpm、60Hzでは3600rpmである。原子力発電用タービンは蒸気が低温・低圧・大流量であるため動翼が長く、遠心力緩和のため50Hzでは1500rpm、60Hz機では1800rpmが採用されている。

### タンデム・コンパウンドとクロス・コンパウンド
高・中・低圧タービンを1つの軸に配置するものをタンデム・コンパウンドと呼ぶ。一方、高・中・低圧タービンをプライマリとセカンダリの2軸に振り分けて配置するものをクロス・コンパウンドと呼ぶ。タンデム・コンパウンドに比べクロス・コンパウンドは、大出力化が容易であり熱効率も高くできるが、設備コストが高い、建屋の占有面積が大きい、各軸の単独運転が不可能、運用・点検・保守が複雑などの欠点がある。
クロス・コンパウンドでは、高圧と低圧の半分をプライマリ軸とし、中圧と低圧の残り半分をセカンダリ軸とする方式と、高圧と中圧をプライマリ軸とし、低圧をセカンダリ軸とする方式がある。前者は低圧タービン及び発電機を2つの軸で同一設計にできる利点があるが、最近の大型火力ユニットのクロス・コンパウンド機では、後者が採用されることが多い。これは、セカンダリ軸の回転速度をプライマリ軸の半分とすることで低圧最終段動翼の遠心力を緩和し、40インチ以上の長い動翼を採用して低圧タービンの最終段の排気損失を低減することが可能なためである。また、この構成であれば復水器もセカンダリ側のみで良く、前者の構成に比べ設備コストの面でも有利となる。
従来、大型火力ユニットはベースロード運用が多く熱効率が重視されていたことや、高速回転に伴う低圧タービン最終段動翼の遠心力の制約などにより、500MW - 700MW以下はタンデム・コンパウンド機、それより大型のユニットはクロス・コンパウンド機とされていた。しかし、近年では原子力比率の拡大やピーク負荷の尖鋭化に伴い大型火力ユニットでも建設コストの低減や運用性向上が重視されるようになったため、軽量のチタン動翼による遠心力の緩和や材料強度の改善などにより中部電力碧南火力4号機（2001年）において国内の1000MW級火力ユニットでは初めてタンデム・コンパウンド機が採用された。

### 発電用蒸気タービンの部分負荷運転方式
定圧運転
部分負荷でもボイラーの圧力を全負荷時と同じにして、加減弁を絞って蒸気の流量を変化させるものである。
変圧運転
部分負荷時に給水圧力を下げてボイラーの圧力を低下させ、加減弁は全開としたままで蒸気の流量を変化させるものである。
変圧運転の効率は、定圧運転と比較して向上する。
- 加減弁の絞り損失がなく、部分負荷時の蒸気温度の低下がない。
- 高圧タービンの調速機が不要となり、内部効率が向上する。
- 部分負荷時に給水ポンプの必要動力が少なくなる。
- 圧力低下によるサイクル効率の低下がある。（但し、他の効率向上により発電所全体としての効率は向上することが多い）

また、次の特徴もある。
- 高圧タービンの部分負荷時の温度低下がないため、負荷変動への追随に対する制約が少ない。
- 低負荷時の蒸気温度低下が無いため、停止時のケーシング温度を高くでき、再起動の時間を短くできる。また、温度変化に伴う熱応力による寿命消費も軽減できる。
- 部分負荷時に圧力を下げるため、機器の寿命を長くできる。
- 低圧タービンに供給される蒸気の湿り度が低下するため、低圧タービン翼のエロージョンが緩和される。

### 発電用蒸気タービンの付帯設備
保安装置
火力発電用などのように高速で回転する蒸気タービンは、定格回転速度より低い回転速度に共振点があるので、起動停止時に共振点付近の通過時間を短くしなければならない。また、許容最高回転速度以上で回転させると破損し、甚大な被害をもたらす。そのため、蒸気タービンには過大な振動や回転速度の異常などが発生した場合、自動的に蒸気の供給を停止させる保安装置が備えられている。